# ماتئو آیکاردی
ماتئو آیکاردی (انگلیسی: Matteo Aicardi؛ زادهٔ ۱۹ آوریل ۱۹۸۶) ورزشکار واترپلو اهل ایتالیا است.
وی در مسابقات کشوری و بین‌المللی در مجموع برندهٔ ۲ مدال طلا، ۱ مدال نقره، ۲ مدال برنز شده‌است.